# Sikorsky CH-53K King Stallion
El Sikorsky CH-53K King Stallion también llamado Sikorsky S-95 es un gran helicóptero de carga pesado, actualmente en desarrollo por Sikorsky Aircraft, para el Cuerpo de Marines de los Estados Unidos (USMC). El diseño presenta tres motores de 5590 kW (7500 shp), nuevas palas del rotor de materiales compuestos, y una cabina más ancha que las versiones previas del CH-53. Será el mayor y más pesado helicóptero usado por las fuerzas armadas estadounidenses. El USMC planea recibir 200 helicópteros a un coste total de 25 000 millones de dólares. Las pruebas del Vehículo de Pruebas Terrestre (GTV) comenzaron en abril de 2014; las pruebas de vuelo comenzaron con el primer vuelo el 27 de octubre de 2015. En mayo de 2018, el primer CH-53K fue entregado al Cuerpo de Marines.

## Desarrollo

### Antecedentes delH-53
El CH-53 fue el producto de la competición "Helicóptero Pesado Experimental" (Heavy Helicopter Experimental (HH(X))) del Cuerpo de Marines de los Estados Unidos iniciada en 1962. El S-65 de Sikorsky fue seleccionado por encima de la versión modificada del CH-47 Chinook de Boeing Vertol. El prototipo YCH-53A voló por primera vez el 14 de octubre de 1964. El helicóptero fue designado CH-53A Sea Stallion y la entrega de los helicópteros de producción comenzó en 1966. El CH-53A está equipado con dos motores turboeje T64-GE-6 y tiene un peso cargado máximo de 20 865 kg.
Las variantes del CH-53A Sea Stallion original incluyen las RH-53A/D, HH-53B/C, CH-53D, CH-53G, y MH-53H/J/M. Los RH-53A y RH-53D fueron usados por la Armada de los Estados Unidos para el barrido de minas. El CH-53D incluía una versión más potente del motor General Electric T64, usado en todas las variantes del H-53, y depósitos de combustible externos. Los HH-53B/C Super Jolly Green Giant de la Fuerza Aérea estadounidense eran para realizar operaciones especiales y rescate de combate. Los helicópteros MH-53H/J/M Pave Low de la Fuerza Aérea fueron los últimos de los H-53 bimotores y estaban equipados con extensas mejoras en aviónica para realizar operaciones todo tiempo.
En octubre de 1967, el Cuerpo de Marines de los Estados Unidos emitió un requerimiento por un helicóptero con una capacidad de levantamiento de 1,8 veces la del CH-53D, que pudiera usarse en buques de asalto anfibio. Antes de esto, Sikorsky había estado trabajando en una mejora del CH-53D, bajo la designación de compañía S-80, presentando un tercer motor turboeje y un sistema de rotor más potente. Sikorsky propuso el diseño del S-80 a los Marines en 1968. Los Marines lo consideraron una buena y rápida solución, y financiaron el desarrollo de un helicóptero de pruebas. Los cambios en el CH-53E también incluían una transmisión más potente y el fuselaje alargado en 1,88 m. Las palas del rotor principal se cambiaron por unas de materiales compuestos de fibra de vidrio-titanio. Se añadió un nuevo sistema de control de vuelo automático. La configuración de la cola también se cambió a una cola vertical más alta con el rotor de cola basculado ligeramente para proporcionar algo de sustentación en el vuelo en estacionario.
En 1974, el YCH-53E inicial voló por primera vez. Tras unas pruebas exitosas, se concedió el contrato inicial de producción en 1978, y fue seguido por la introducción en servicio en febrero de 1981. La Armada adquirió el CH-53E en pequeñas cantidades para el reaprovisionamiento embarcado. Los Marines y la Armada adquirieron un total de 177 aparatos. Para realizar la tarea aerotransportada de medidas contraminas, la Armada ordenó más tarde una versión del CH-53E designada MH-53E Sea Dragon con estabilizadores y depósitos de combustible agrandados para obtener una mayor capacidad de almacenaje de combustible. Los MH-53E comenzaron a ser usados por la Armada en 1986. La Armada obtuvo 46 Sea Dragon.

### CH-53K

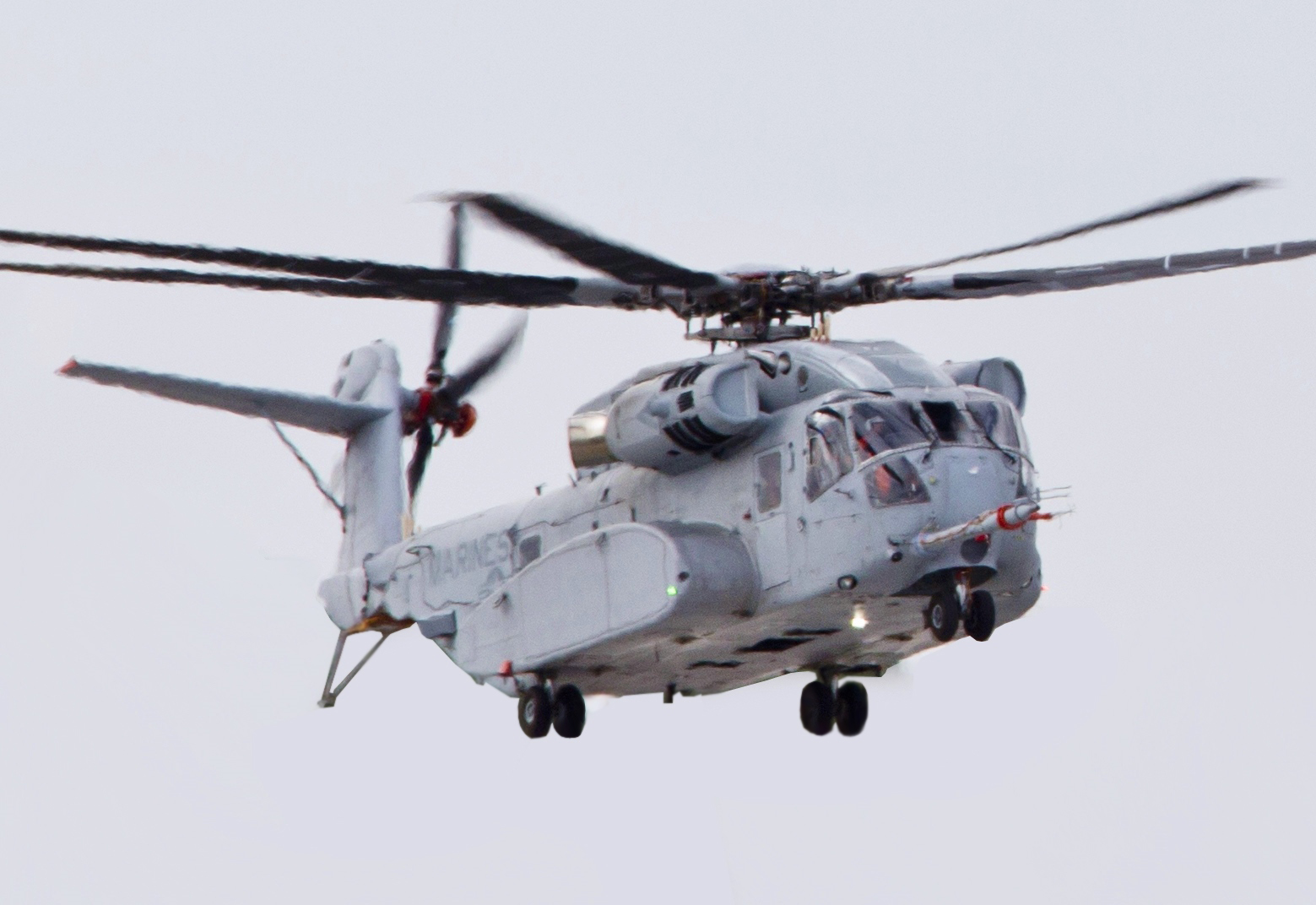
CH-53K King Stallion preparándose para aterrizar en la Sikorsky Aircraft Corporation.

El Cuerpo de Marines estadounidense había estado planeando modernizar la mayoría de sus CH-53E para mantenerlos en servicio, paro este plan se vino abajo. Entonces, Sikorsky propuso una nueva versión, originalmente el CH-53X, y, en abril de 2006, el USMC firmó un contrato por 156 aparatos, como CH-53K valorado en 18 800 millones de dólares, completándose las entregas en 2021. Los Marines planeaban comenzar a retirar los CH-53E en 2009 y necesitaban nuevos helicópteros muy rápidamente, ya que algunos aparatos empezarían a alcanzar sus límites estructurales de vida en 2011-12. Se esperaba que los vuelos de pruebas del CH-53K comenzaran en 2011.
El CH-53K es un rediseño general del CH-53E. Las mejoras principales son los nuevos motores y la disposición de la cabina. El CH-53K tendrá una capacidad de izado y un radio de acción de más del doble que el CH-53E, y un espacio de carga más ancho que le permitirá llevar un Humvee internamente. El CH-53K presentará nuevos estabilizadores achaparrados de materiales compuestos para recortar la anchura total, dando al helicóptero una huella más estrecha en operaciones embarcadas. También estará equipado con un nuevo sistema de palas de rotor de materiales compuestos, con tecnología similar a la actualmente encontrada en el helicóptero Sikorsky UH-60 Black Hawk. El CH-53K usará el motor General Electric GE38-1B. Este motor venció al Pratt and Whitney Canada PW150 y a un derivado del Rolls-Royce AE 1107C-Liberty usado en el Bell-Boeing V-22 Osprey.
Sikorsky anunció sus subcontratistas principales: Aurora Flight Sciences (pilón del rotor principal), Exelis Aerostructures (pilón del rotor de cola y estabilizadores), GKN Aerospace (transición trasera), Onboard Systems International (sistema de gancho para carga externa), Rockwell Collins (sistema de gestión de aviónica), Sanmina-SCI Corporation (sistema de comunicaciones internas), y Spirit AeroSystems (puesto de pilotaje y cabina).
En agosto de 2007, el USMC aumentó su orden de CH-53K de 156 a 227 aparatos. El mismo año se planeó el vuelo inaugural para noviembre de 2011 con la capacidad operativa inicial (IOC) para 2015. Cuando el CH-53K entrara en servicio, serviría como helicóptero de carga pesado con el MV-22 (carga media) y el UH-1Y (carga ligera). RAND publicó un informe en 2007 acerca de las operaciones marítimas que sugería que una mayor relación de CH-53K respecto a los MV-22 reduciría los tiempos de despliegue desde buques.
En 2008, los trabajos de diseño iban bien encaminados. El progreso se materializaba en trabajos de reducción de peso para alcanzar los requerimientos operativos. Los aumentos en las prestaciones de los motores y las mejoras en las palas del rotor eran opciones que ayudaban a alcanzar los requerimientos si se necesitaba. La inclinación del mástil del rotor se disminuyó y se cambiaron componentes para asegurar que el centro de gravedad no se desplazara demasiado hacia atrás a medida que se consumía el combustible. Los requerimientos de diseño fueron "congelados" en 2009-10 y ya no cambiaron.
El 22 de enero de 2010, Sikorsky Aircraft abrió un Centro Tecnológico de Componentes de Precisión de 20 millones de dólares en Stratford, Connecticut, que se centraría en la producción del CH-53K. Estas instalaciones producirían los platos cíclicos rotatorio y estacionario, los ejes de los rotores principal y de cola, y los conectores del rotor principal, entre otras partes. El 3 de agosto del mismo año, el CH-53K pasó la Revisión de Diseño Crítica (CDR), y el programa ya estuvo listo para la producción de prueba. Sin embargo, la fecha de la IOC de campo fue retrasada hasta 2018. Sikorsky había propuesto construir cuatro aeronaves de preproducción para realizar evaluaciones operacionales.

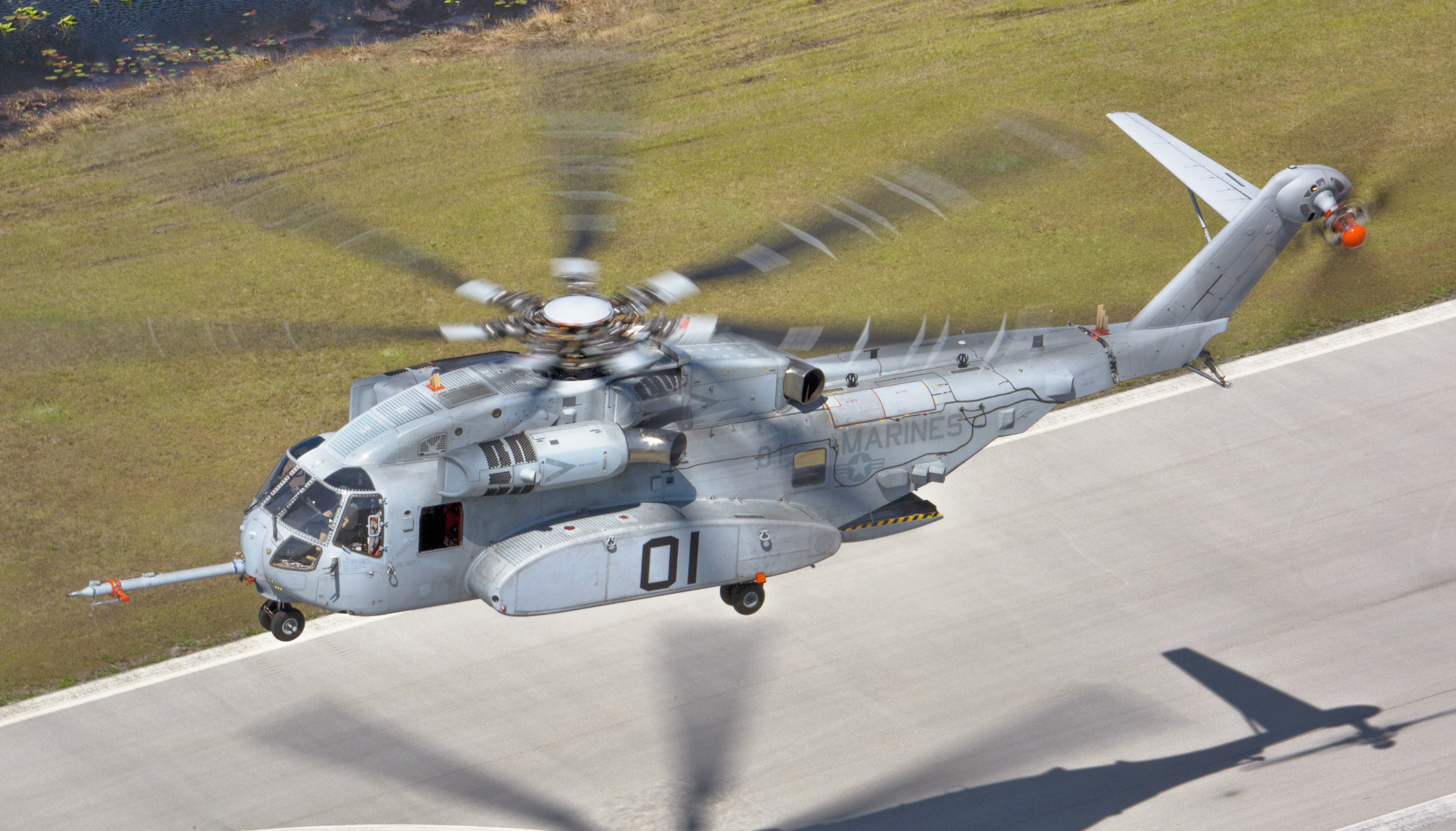
Un CH-53K en estacionario en la planta de Sikorsky Aircraft.

El 4 de diciembre de 2012, Sikorsky entregó el primer CH-53K, una célula Vehículo de Pruebas Terrestre (GTV). Fue sometida a muchas horas de comprobaciones en tierra. Las pruebas preliminares incluyeron la calibración del sistema de combustible de la aeronave y la colocación de aparatos de medida en varios lugares de pruebas en la célula para registrar temperatura, cargas aerodinámicas, presión y vibraciones. Dos ejemplares adicionales de pruebas estáticas en tierra fueron sometidos a pruebas estructurales en la planta de construcción principal de la compañía en Stratford (Connecticut).
En enero de 2013, se estimó que el coste del programa era de 23 170 millones de dólares para los 200 helicópteros CH-53K. En abril del mismo año, el gerente de programas de la Armada estadounidense comentó que el desarrollo del CH-53K estaba "avanzando tan bien" que podría estar operativo antes de lo planeado. Las pruebas de vuelo se planearon para 2015, habiendo sido retrasadas más de un año por falta de componentes.
El 31 de mayo de 2013, la Armada concedió a Sikorsky un contrato de 435 millones de dólares para la entrega de cuatro prototipos del CH-53K para su evaluación operacional y pruebas de misión; Sikorsky declaró que sus dos primeros vehículos de pruebas examinarían las cargas de vuelo estructurales, mientras que los tercer y cuarto prototipos se concentrarían en validar las prestaciones generales, sistema de propulsión y aviónica del CH-53K. El 22 de enero de 2016, el segundo y cuarto aparatos ya habían sido entregados.
El 1 de octubre de 2013, Sikorsky publicó un contrato de 8,5 millones de dólares con Kratos Defense & Security Solutions para el diseño y desarrollo de los sistemas de entrenamiento de mantenimiento para el CH-53K. El contrato incluía un Conjunto de Dispositivos de Entrenamiento de Mantenimiento (MTDS) y un Entrenador de Mantenimiento Emulado de Helicóptero (HEMT) de alta fidelidad para el Cuerpo de Marines. El MTDS de alta fidelidad proporciona un ambiente casi real para el entrenamiento y evaluación del personal de mantenimiento de múltiples subsistemas de la plataforma CH-53K. Afianza el entrenamiento de mantenimiento, así como el entrenamiento de desmontaje y reemplazo de sistemas de aviónica, eléctricos, hidráulicos y otros subsistemas mecánicos. El HEMT utiliza un ambiente virtual 3D para afianzar los escenarios de entrenamiento de mantenimiento. Proporcionará a las tripulaciones y personal de mantenimiento de CH-53K de los Marines de un entorno preciso para entrenar pruebas funcionales, determinación de fallos, resolución de problemas, y el desmontaje y reemplazo de 27 subsistemas.
El 24 de enero de 2014, el CH-53K GTV encendió sus motores GE38-1B y accionó la cabeza del rotor sin los rotores conectados. El encendido de motor es un paso significativo después de que las pruebas independientes de subsistemas hayan sido completadas. Se planeó una producción baja a desarrollar de 2015 a 2017. También se planeó que el CH-53K alcanzara su capacidad operativa inicial (IOC) en 2019, comenzando la producción plena en algún momento entre entonces y 2022. El USMC planeaba operar ocho escuadrones activos de CH-53K, uno de entrenamiento, y uno de reserva. En abril de 2014 comenzaron las pruebas con las palas conectadas, y la integración de sistemas sería lo siguiente. Los vuelos de prueba debían comenzar a finales de 2014 y durar tres años. Las cuatro aeronaves de ingeniería volarían cada una aproximadamente 500 horas. El primer vuelo había sido retrasado, debido a complicaciones con los tubos de titanio del eje en el sistema de la transmisión y caja reductora.
El 5 de mayo de 2014, el General James F. Amos anunció durante la presentación oficial que el CH-53K se llamaría "King Stallion". El 27 de octubre de 2015, el CH-53K realizó su primer vuelo. El 7 de marzo de 2018, un King Stallion izó una carga de 16 329,33 kg (36 000 libras) en el Centro de Desarrollo de Vuelo de Sikorsky. Este es el máximo peso admitido en el único gancho de carga central.
El primer CH-53K fue entregado al Cuerpo de Marines en 16 de mayo de 2018; 18 helicópteros adicionales estaban en producción y se esperaba que se entregara el segundo a principios de 2019.
En diciembre de 2018, se planeó que el CH-53K no estuviera listo para el combate como se esperaba, a finales de 2019, tras un retraso en las entregas debido a fallos técnicos encontrados en las pruebas de diseño realizadas a las unidades entregadas. Estos fallos encontrados en las pruebas han resultado en una "reestructuración general del programa" de entrega del nuevo modelo. Los fallos incluían gases de escape que eran ingeridos de nuevo por los motores, una vida de servicio limitada para las cajas reductoras del rotor, y deficiencias en el rotor de cola y en los ejes de transmisión, además del retraso en las entregas de partes rediseñadas. Se estimó que el retraso alargará la entrega de King Stallion listos para el combate hasta mayo de 2020.

## Diseño

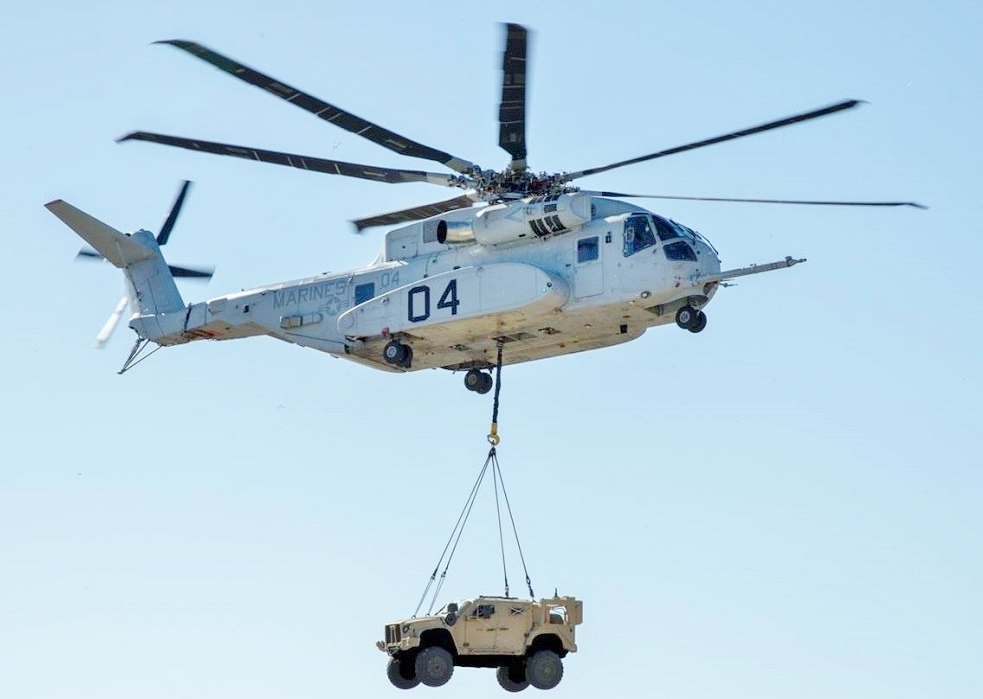
Un CH-53K iza un Vehículo Táctico Ligero Conjunto durante una demostración.

El CH-53K es un rediseño general con nuevos motores y disposición de cabina. El modelo usa motores General Electric T408 (GE38-1B) de 5600 kW (7500 shp) cada uno y es capaz de volar 37 km/h más rápido que su predecesor el CH-53E.
Presenta una nueva cabina de cristal digital con controles fly-by-wire y respuesta táctil, Sistema de Monitorización de Salud y Uso (HUMS), un nuevo sistema de cubo elastomérico, y palas del rotor de materiales compuestos para mejorar las prestaciones "con calor y en altura". La caja reductora simple con ejes de tubo comenzó su desarrollo alrededor de 2007. El ensamblaje de la caja, que incluye el cubo del rotor y el sistema de control rotatorio, pesa alrededor de 5280 kg, lo que es más pesado que un helicóptero Black Hawk vacío. La caja reductora simple pesa 2390 kg. En comparación , la caja reductora simple del bimotor Mil Mi-26 pesa 3639 kg.
El CH-53K también incluye un mejorado sistema de manejo de la carga externa, mejoras en supervivencia y otras que alargan la vida de servicio. La cabina es de 9,14 m de largo por 2,74 m de ancho y 1,98 m de alto. Su cabina es 30 cm más ancha y un 15% más larga, pero tiene nuevos estabilizadores de materiales compuestos más cortos.
El CH-53K supera la capacidad del CH-53E llevando cerca del doble de carga externa con unos 12 200 kg a la misma distancia de 204 km. La carga del modelo alcanza a un máximo de 15 900 kg. El peso cargado máximo llega a los 39 900 kg, que está aumentado respecto a los 33 300 kg del CH-53E. El CH-53K ocupa aproximadamente lo mismo que el CH-53E.
El modelo puede llevar dos palés estándar 463L, eliminando la necesidad de repartir los palés entre aviones cargueros y helicópteros.

## Componentes
Estados Unidos

### Propulsión
| Sistema | País                      | Fabricante       | Notas       |
| ------- | ------------------------- | ---------------- | ----------- |
| Motor   | Bandera de Estados Unidos | General Electric | 3 × GE38-1B |

## Historia operacional

### Alemania
En febrero de 2018, Sikorsky firmó un acuerdo valorado en alrededor de 4000 millones de euros con Rheinmetall, para formar un equipo y concurrir al programa de reemplazo del helicóptero de carga pesado CH-53G de la Fuerza Aérea alemana, en el que el CH-53K compite contra el CH-47F Chinook ofrecido por Boeing. El Ministerio Federal de Defensa alemán esperaba emitir una solicitud de información oficial en la segunda mitad de 2018, con el calendario de conceder un contrato en 2020 y comenzar las entregas en 2023 de una esperada orden de alrededor de 40 helicópteros. Sin embargo el contrato fue finalmente ganado por Boeing y Alemania anunció la compra de 60 helicópteros CH-47F.

### Israel
La Fuerza Aérea israelí ha mostrado interés en el CH-53K. En 2009, el servicio indicó que iba a evaluar una nueva variante después de que volase. En agosto de 2015, la Fuerza Aérea formalizó un requerimiento por el helicóptero de transporte pesado CH-53K, enumerando el modelo como un asunto de "muy alta prioridad" para permitir al servicio realizar misiones que solo esta plataforma es capaz de realizar. Se espera que la actual flota israelí de CH-53 "Yasur" permanezca en servicio hasta 2025. Israel ha empleado durante décadas el CH-53 y está muy satisfecho. Al tener la posibilidad de realizar la financiación de la compra con fondos de ayuda militar el coste no es un factor tan relevante como en otros países.

### Japón
Se ha informado que Japón ha mostrado interés en el CH-53K. Al ser Japón un cliente tradicional de Boeing es un mercado difícil. Japón empleó el CH-46 y CH-47, mientras que actualmente emplea el CH-47F. Un pequeño número de MH-53E fue adquirido por la Marina japonesa, que los integró en la 111ª Escuadrilla de Desminado hasta su retirada en 2017.

## Operadores
Estados Unidos
- Cuerpo de Marines de los Estados Unidos

## Especificaciones (CH-53K)
Los datos del modelo K están marcados con un asterisco (*). Los demás son del modelo E.
Referencia datos: Fuentes del Sikorsky CH-53K, datos del GE38-1B, Flightglobal.com

### Características generales
- Tripulación: Cinco (2 pilotos, 1 jefe de tripulación/artillero derecho, 1 artillero izquierdo, 1 artillero de cola (tripulación de combate))
- Capacidad: 37 soldados (55 si se instalan asientos centrales)
- Carga: 15 900 kg*
- Longitud: 30,2 m
- Diámetro rotor principal: 24 m
- Altura: 8,46 m
- Área circular: 460 m²
- Peso vacío: 15 071 kg
- Peso cargado: 33 600 kg
- Peso máximo al despegue: 38 400 kg*
- Planta motriz: 3× turboeje General Electric GE38-1B*.
  - Potencia: 5600 kW (7500 shp)* cada uno.
- Hélices: De 7 palas el rotor principal, de 4 el rotor de cola

### Rendimiento
- Velocidad crucero (Vc): 315 km/h*
- Alcance: 852 km (sin reservas)*
- Alcance en combate: 204 km*
- Techo de vuelo: 4380 m (14 400 pies)*
- Régimen de ascenso: 13 m/s (2500 pies/min)

### Armamento
- Ametralladoras: 

  - 2x M3M/GAU-21 de 12,7 mm montadas en las ventanas
  - 1x M3M/GAU-21 de 12,7 mm montada en la rampa trasera

### Desarrollos relacionados
- Sikorsky CH-53 Sea Stallion
- Sikorsky CH-53E Super Stallion
- Sikorsky HH-53/MH-53 Pave Low

### Aeronaves similares
- CH-47 Chinook
- Mil Mi-26

### Secuencias de designación
- Secuencia S-_ (interna de Sikorsky): ← S-74 - S-75 - S-76 - S-80 - S-92 - S-97 - S-100 →
- Secuencia _H-_ (Helicópteros estadounidenses, 1962-presente): ← QH-50 - XH-51 - HH-52 - CH-53/HH-53/MH-53/CH-53E/CH-53K - CH-54 - TH-55 - AH-56 →

### Listas relacionadas
- Anexo:Aeronaves de la Fuerza Aérea de los Estados Unidos (históricas y actuales)